# Xavier University (Cincinnati)
Xavier University (v letech 1840–1930 St. Xavier College, v letech 1831–1840 Athenaeum) je katolická jezuitská univerzita ve státě Ohio (USA).
Založena byla roku 1831. Je šestou nejstarší katolickou univerzitou v USA.
V současnosti (2020) na škole studuje cca 6 500 studentů.

## Významní učitelé
- Henry Heimlich, lékař
- Boris Podolsky, fyzik
- Paul F. Knitter, teolog
- David C. Mengel, historik (zabývá se mj. i českými dějinami v epoše pozdního středověku)

## Významní absolventi
- John Boehner, republikánský politik